# Kazuo Hirai
Pour les articles homonymes, voir Kazuo et Hirai.
 (octobre 2019).
Si vous disposez d'ouvrages ou d'articles de référence ou si vous connaissez des sites web de qualité traitant du thème abordé ici, merci de compléter l'article en donnant les références utiles à sa vérifiabilité et en les liant à la section « Notes et références ».
Kazuo 'Kaz' Hirai (né le 22 décembre 1960) est le PDG de Sony du 1er avril 2012 au 2 février 2018. Il exerçait auparavant la fonction de Président de Sony Computer Entertainment. Il a été reconnu par le magazine américain Entertainment Weekly comme l’une des personnalités les plus puissantes et les plus influentes dans l'industrie du jeu vidéo.

## Jeunesse
Hirai nait le 22 décembre 1960 à Tokyo au Japon. Fils d'un riche banquier, il voyage souvent à travers le monde avec son père (en Californie, New York, Canada et pratiquement tout le Japon). Selon ses propres paroles, ce fut un facteur majeur du succès inter-continental de son entreprise.
Les jeux vidéo sont son principal centre d'intérêt, et ceci a contribué à la carrière qu'il mène aujourd'hui dans le domaine du divertissement. Après l'obtention de son diplôme (Baccalauréat en Arts) à l'université chrétienne internationale de Mitaka dans la banlieue ouest de Tokyo en août 1984, Hirai est embauché par CBS/Sony, à l'époque nouvellement formé (actuellement Sony Music Entertainment)  où il travaille dans le marketing international de la musique au Japon où il gravit rapidement les échelons de la hiérarchie. Plus tard il devient le chef du bureau des affaires internationales de Sony Computer Entertainment à New York.

## Sony Computer Entertainment
En août 1995, Hirai a rejoint la division Jeu Vidéo de Sony puis Sony Computer Entertainment America (SCEA). Deux ans plus tard, son premier jeu vidéo fut achevé[précision nécessaire].
En 2006, il devient le président de la division, deux semaines après le lancement de la PlayStation 3.

## Sony Corporation
Au printemps 2012, Kazuo Hirai reprend la direction de l'entreprise SONY en accédant au poste de PDG. Le contexte économique était particulièrement délicat, SONY était en concurrence directe avec ses homologues chinois, sud-coréens et américains. L'entreprise était également fortement fragilisé par la crise financière de 2008-2009 qui a causé un déficit de 4,5 milliards d'euros. Kazuo Hirai avait du se résoudre à une restructuration intense des activités dont l’abandon des activités PC, la réduction des produits smartphone et téléviseurs. Cette restructuration s'est accompagnée d'une forte vague de licenciement (16 400 postes supprimés, dont près de la moitié au Japon).
En Avril 2018, il abandonne la direction de l'entreprise en réussissant son pari de redresser les finances de la boîte. Pour cette année fiscale, SONY a annoncé un bénéfice d'exploitation de 734,9 milliards de yens (5,91 milliards d'euros). Cette réussite est en grande partie du aux ventes de la PlayStation 4 vendu à près de 91,6 millions d'exemplaires en 5 ans .

## PlayStation
Lorsqu'il a pris la direction de SCEA, Kazuo Hirai est devenu un grand acteur du succès de Sony. Il a joué un rôle décisif dans l'augmentation des ventes de la PlayStation aux États-Unis. Ses méthodes de promotion orientée ont connu un fervent succès. Les publicités de PlayStation ont été placées dans les grandes manifestations sportives telles que la NBA, la NFL, la LNH et même NASCAR. Et cette méthode a donné comme résultat la présentation des jeux vidéo à un grand nombre de personnes qui n'étaient pas considérées comme des acheteurs potentiels[réf. nécessaire].
Avec la sortie de la PlayStation 2 en 2000, Kazuo a continué son succès en utilisant la deuxième partie de franchises telles que Jak and Daxter, Ratchet and Clank, Sly Raccoon, SOCOM: US Navy Seals et ICO. Pendant sa direction, SCEA a continuellement réussi à conserver des bénéfices élevés tout au long de l'ère de la sixième génération.
Le 1er juillet 2006, Hirai est promu vice-président de Sony Computer Entertainment. Le 30 novembre 2006, à peine deux semaines après le lancement de la PlayStation 3, Kazuo Hirai remplace Ken Kutaragi au poste de président-directeur général de Sony Computer Entertainment. Son poste chez Sony Computer Entertainment America est maintenu.